# Serdar (rango militare)
Serdar, in italiano anche serdaro (turco ottomano: سردار) dal Persiano "Sardar" (سردار; "comandante") è stato un grado militare dell'esercito ottomano e un titolo nobiliare in Serbia e Montenegro.

## Origine del termine
La parola è composta dal prefisso Ser che nella lingua persiana significa testa e il suffisso dar che in arabo significa patriota.

## Impero ottomano
Nell'Impero ottomano Serdar era un grado militare del comandante dei giannizzeri di un determinato distretto, ma anche un alto ufficiale, equiparabile al grado di generale, che era il comandante supremo dell'esercito, nominato dal sultano, che svolgeva il suo incarico ai confini dell'Impero nelle terre slave meridionali ed era responsabile della sicurezza di quei territori.
Il termine Serdar-ı Ekrem o (Serdar-ı Azam) indicava il comandante in capo con il più alto rango e quindi talvolta si riferiva al Gran visir dell'Impero ottomano. Nel XVIII secolo Serdar nell'esercito ottomano divenne sinonimo di generale e il termine venne sostituito con Birinci Ferik.

## Serbia e Montenegro
Il termine Serdar fu usato anche nel Principato del Montenegro e nel Principato di Serbia come titolo onorario, inferiore al titolo di vojvoda.
I primi Serdar montenegrini, come comandanti di unità tribali, risalgono al XVII secolo e a metà del XVII secolo sono documentati due Serdar montenegrini, Sava Petrovic e Vuk Radonjic. Alla fine del XVIII secolo sono cinque i Serdar montenegrini.
Alla fine del XIX secolo, con il rafforzamento delle istituzioni militari e civili dello Stato del Montenegro, Serdar diventa un titolo onorifico assegnato dal monarca Nikola I Petrovic.
Alla fine della prima guerra mondiale, con la fine dell'indipendenza del Regno del Montenegro, inglobato nel nuovo Regno di Jugoslavia vi erano sei Serdar, tra cui Janko Vukotić, generale ed ex primo ministro del Montenegro.

## Egitto
In Egitto, il titolo di Serdar veniva usato nella sua variante linguistica di Sirdar (arabo egiziano: سردار), durante l'occupazione britannica, era assegnato al comandante britannico dell'esercito egiziano.